# Харті Вадим Миколайович
Вади́м Микола́йович Харті  (29 вересня 1987, м. Умань Черкаська область — 10 лютого 2015, с. Майорськ, Донецька область) — український військовик, учасник російсько-української війни, снайпер, сержант Збройних сил України.

## Короткий життєпис
Виріс без батька, Вадима з братом виховувала мама.
Проживав у с. Великі Трояни, Ульяновський район Кіровоградська область.
На фронті з осені 2014-го, стрілець, 17 батальйон територіальної оборони «Кіровоград»,  57-ма окрема мотопіхотна бригада.
10 лютого 2015-го загинув на блокпосту під с. Майорськ (біля Горлівки) в часі атаки російських збройних формувань — не здалися в полон, свідомо вибравши смерть у бою. Тоді ж загинув Ігіт Гаспарян.
Без Вадима залишилися мама, дружина, сини, яким 4 і 5 років.
Похований у селі Великі Трояни.

## Нагороди
За особисту мужність і героїзм, виявлені у захисті державного суверенітету та територіальної цілісності України, вірність військовій присязі під час російсько-української війни, відзначений — нагороджений
- 13 серпня 2015 року — орденом «За мужність» III ступеня (посмертно).